# Rhodocybe obscura
Rhodocybe obscura är en svampart som tillhör divisionen basidiesvampar, och som först beskrevs av Albert Pilát, och fick sitt nu gällande namn av Meinhard (Michael) Moser. Rhodocybe obscura ingår i släktet Rhodocybe, och familjen Entolomataceae. Arten är reproducerande i Sverige.